# Novyj Urengoj
Novyj Urengoj (russisk: Новый Уренгой, tr. Novyj Urengoj) er den største by i den autonome okrug Jamalo-Nenetskij i Rusland. Novyj Urengoj ligger ved en af Purs bifloder, Jevojakha.
Novyj Urengoj har 106.890(2024) indbyggere og er den største by i okrugen, samtidigt er det Jamalo-Nenetskijs største industricenter, omkring 450 km øst for okrugens center Salekhard. Den nærmeste by er Tarko-Sale, der ligger 139 km syd for Novyj Urengoj.

## Historie
Med den første boring nær den nuværende by blev Urengoj-gasfeltet sat i drift i 1966, og landsbyen Urengoj blev den første bosættelse for arbejdskraft i dette hidtil stort set ubeboede område. Nær landsbyen Urengoj omkring 80 km øst for Novyj Urengoj voksede bosætningen frem i slutningen af 1960'erne. Med udvidelsen af udvindingen af gasreserverne, blev en ny by grundlagt i september 1975  med navnet på Novyj Urengoj.
I 1980 havde Novyj Urengoj mere end 16.000 indbyggere, og fik bystatus. I 2004 blev byområderne Korottjajevo (russisk: Коротчаево) og Limbjajakha (russisk: Лимбяяха) lagt sammen med Novyj Urengoj, begge bebyggelserne ligger omkring 70 km mod øst på den venstre bred af Pur (meget tæt på det gamle Urengoj på den modsatte flodbred). ved sammenlægningen oversteg indbyggertallet i Novyj Urengoj 100.000.

### Befolkningsudvikling
| År   | Indbyggere |
| ---- | ---------- |
| 1979 | 8.580      |
| 1989 | 93.235     |
| 2002 | 94.456     |
| 2010 | 104.107    |

Note: Data fra folketællinger